# Solitary Man
Solitary Man (englisch für „einsamer Mann“; Alternativtitel: Solitary Man – Herzensbrecher a. D.) ist ein US-amerikanisches Filmdrama von Brian Koppelman und David Levien aus dem Jahr 2009. Nach Knockaround Guys von 2001 setzte das Autoren-Duo damit zum zweiten Mal ein eigenes Filmdrehbuch um. Zuvor schrieben sie außerdem die Drehbücher für die Filme Ocean’s 13 sowie The Girlfriend Experience von Steven Soderbergh, der an Solitary Man als Produzent beteiligt war.

## Inhalt

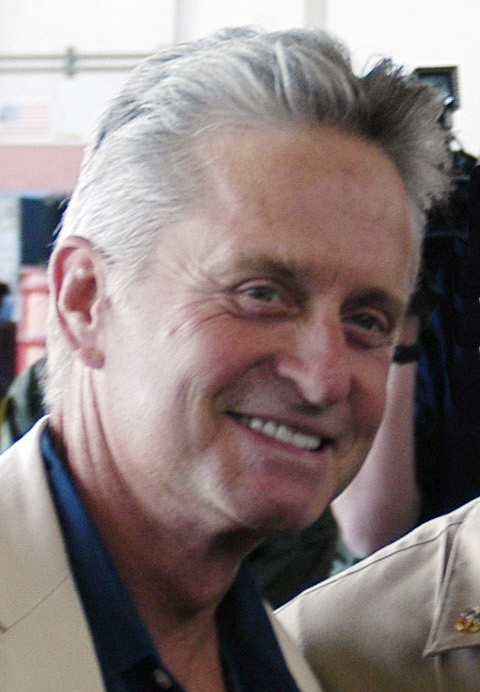
Michael Douglas (2004)

Ben Kalmen war ein erfolgreicher Autohändler in New York. Als er erfährt, dass es Unregelmäßigkeiten an seinem Herzen gibt und sein Arzt weitere Untersuchungen vornehmen will, verändert sich seine Welt. Die weiteren Untersuchungen lässt er nie durchführen, da er Angst vor den Ergebnissen hat. Er beginnt, seine Frau Nancy zu betrügen, die sich schließlich von ihm scheiden lässt. Aus Angst vor dem Alter flüchtet er sich in One-Night-Stands mit Frauen, die weit jünger sind als er. Darüber hinaus beginnt er, Händlerkollegen und Kunden zu betrügen, wofür er schließlich verurteilt wird und seine Händlerlizenz verliert. Der Gefängnisstrafe entkommt er nur aufgrund einer hohen Strafzahlung.
Als er kurz davor steht, seine Händlerlizenz wieder zu erlangen, soll er Allyson, die Tochter seiner derzeitigen Freundin Jordan Karsch, als Leumund zum Bewerbungsgespräch an die Universität begleiten. Auf dieser Reise landet er mit Allyson im Bett. Als Allyson ihre Mutter kurzerhand darüber informiert, setzt Jordan Ben vor die Tür und sorgt dafür, dass er seine Händlerlizenz nicht wieder erhält und damit auch wirtschaftlich am Ende ist. Da Ben seinen Lebenswandel nicht ändert, er weiterhin sein Alter nicht akzeptiert und auf der Jagd nach jungen Frauen ist, wendet sich auch seine eigene Tochter von ihm ab. Da er nun alles verloren hat, beginnt er, im Restaurant seines Studienkollegen Jimmy zu kellnern.
Als Warnung, sich in Zukunft von Allyson fernzuhalten, wird er im Auftrag ihres Vaters zusammengeschlagen. Seine Ex-Frau Nancy stellt Ben schließlich vor die Wahl, sein Alter zu akzeptieren oder weiterhin der Jugend hinterherzulaufen. Seine Entscheidung lässt der Film offen.

## Musik
Der Film setzt Musik nur sehr sparsam ein. Während des Titels ist das von Johnny Cash gesungene Country-Lied Solitary Man zu hören. Weitere Szenen werden von dezenter Klaviermusik untermalt.

## Veröffentlichungen
Der Film wurde 2009 im Rahmen des Toronto International Film Festival gezeigt und ab 7. Mai 2010 in US-amerikanischen Kinos. In Deutschland lief Solitary Man nicht im Kino, sondern wurde lediglich auf DVD veröffentlicht.
Weltweit spielte der Film bei einem Budget von geschätzt 15 Millionen US-Dollar rund 5 Millionen Dollar ein (Stand Dezember 2010).

## Kritiken
„Bei uns schaffte es der Film nie ins Kino, dabei entfaltet sich nach etwas ungelenkem Anfang eine elegante Sittensatire, in der Douglas mit einer tragikomischen und herrlich selbstironischen Vorstellung glänzt. Fazit: Kleiner, bissiger Film mit großem Douglas“

„Das Scheinwerferlicht wird Mr. Douglas überlassen, und der bedankt sich mit einer reifen und sehr überzeugenden Leistung.“

Bei Metacritic erreicht der Film einen Metascore von 69 %. Von den bei Rotten Tomatoes gesammelten 99 Filmkritiken fallen 78 % positiv aus.
Für seine Rolle im Film wurde Michael Douglas 2010 für einen Satellite Award in der Kategorie „Bester Hauptdarsteller in einem Drama“ nominiert.